# Dr. Akagi
Pour plus de détails, voir Fiche technique et Distribution.
Dr. Akagi (カンゾー先生, Kanzō-sensei) est un film franco-japonais réalisé par Shōhei Imamura, sorti en 1998.

## Synopsis
Au Japon, à la fin de la Seconde Guerre mondiale, le Dr. Akagi parcourt en courant les rues de la ville. Allant de patient en patient il tente d'éradiquer un mal qui l'obsède et qu'il voit chez tous ces patients : la maladie du foie (d'où son nom qui signifie Docteur foie !).
Il se bat en effet pour élaborer un microscope qui lui permettrait d'éradiquer l'hépatite C, mal dont souffre son pays ravagé par les conflits.

## Fiche technique
- Titre : Dr Akagi
- Titre original : カンゾー先生 (Kanzō-sensei?)
- Réalisation : Shōhei Imamura
- Scénario : Shōhei Imamura et Daisuke Tengan, d'après un roman d'Ango Sakaguchi
- Production : Hiso Ino, Kōji Matsuda et Catherine Dussart Production
- Musique : Yosuke Yamashita
- Photographie : Shigeru Komatsubara (en)
- Montage : Hajime Okayasu (ja)
- Décors : Hisao Inagaki
- Pays d'origine : Japon
- Langues : japonais, allemand
- Format : couleur - 1,85:1 - Dolby Surround - 35 mm
- Genre : comédie dramatique, historique, guerre
- Durée : 129 minutes
- Dates de sortie : 
  - Japon : 17 octobre 1998[1]
  - France : 2 décembre 1998

## Distribution
- Akira Emoto : Dr. Fuu Akagi
- Kumiko Aso : Sonoko
- Jūrō Kara : Umemoto
- Masanori Sera : Toriumi
- Jacques Gamblin : Piet
- Keiko Matsuzaka : Tomiko
- Misa Shimizu : Gin
- Yukiya Kitamura : Sankichi
- Masato Yamada : Masuyo
- Tomorowo Taguchi : Nosaka
- Masatō Ibu : Ikeda